# 科茹霍夫站
科茹霍夫站（羅馬化：Kozhukhovskaya）是莫斯科地鐵柳布林諾－德米特羅夫線的一個車站，開通於1995年12月28日，是柳布林諾－德米特羅夫線最早開通的一部分。車站的裝飾主題是汽車設計。

## 外部連結
- （俄文） Metro.ru （页面存档备份，存于）
- （俄文） mosmetro.ru （页面存档备份，存于）
- （俄文） mymetro.ru
- （俄文） news.metro.ru （页面存档备份，存于）
- （英文） KartaMetro.info — Station location and exits on Moscow map (English/Russian)